# Gisa Sport-Prototipi
GISA o GISA prototipi è un costruttore italiano di vetture sport prototipi categoria CN destinati alle cronoscalate e ai campionati prototipi su pista.

## Storia
La GISA nasce a Biancavilla, comune alle pendici dell'Etna, nel 1991 per volontà e passione di Salvatore Giardina, dopo una intensa attività maturata nel mondo delle competizioni sia come pilota di vetture gran turismo che come preparatore.

## Vetture
Le vetture GISA sono biposto e monoposto, con telaio semi portante tubolare in acciaio rigido rivestito con pannelli in lega super leggera d'alluminio o in pannelli stampati in fibra di carbonio.
Le sospensioni anteriori e posteriori sono formate da triangoli sovrapposti (Push Road) con degli ammortizzatori e molle prodotti dall'azienda stessa;
a richiesta, oltre che con un motore di propria produzione, possono essere accoppiate con motori di altre case automobilistiche (Alfa Romeo, BMW, Renault) e ad un cambio Hewland FTR/JFR sequenziale e controlli al volante. Gli pneumatici possono variare in configurazione convenzionale (Ant. 8.2/20.0-13 Post. 12.5/23.0-13), (Ant. 7.5/20.0-13 Post. 10.5/23.0-13) e radiale (Ant. 195/530-13 Post. 290/570-13), (Ant. 195/530-13 Post. 250/570-13).
Il doppio impianto frenante solitamente è composto da pinze a 4 pistoncini e dischi anteriori e posteriori autoventilati. Il serbatoio in gomma (FIA) è disponibile con capacità da 12 L per competizioni in salita e 45 L per competizioni in pista.

## Motore GISA
L'attuale GISA Engine ha un peso complessivo di 70 KG. Si tratta di un 4 cilindri in linea con cilindrata 1570 cm³ che riesce ad erogare 245 HP a un regime massimo di 12100 giri e circa 248 CV.

## Design
La progettazione e la realizzazione avvengono seguendo il seguente ordine:
- Modellazione 3D della parte in un modellatore CAD;
- Assemblaggio e Verifica della parte nel modello di Assieme;
- Esportazione del modello 3D in un formato macchina compatibile;
- Realizzazione parte come “prototipo” in PLA, ABS, Legno, PU o altro materiale;
- Verifica funzionalità parte;
- Realizzazione parte definitiva con macchina utensile CNC parte;
- Pulitura e rifinitura;
- Anodizzazione, lucidatura o verniciatura della parte;
- Assemblaggio del prodotto finale.

## Reparti
L'azienda si compone dei seguenti reparti:
- Reparto lavorazioni meccaniche;
- Modelleria e stampi;
- Carrozzeria (stratificazione con fibra di carbonio o in fibra di vetro);
- Reparto produzione telai e sospensioni;
- Reparto assemblaggio.